# Rîpa Adîncă
Rîpa Adîncă är en ravin i Moldavien.   Den ligger i distriktet Unitatea Teritorială din Stînga Nistrului, i den nordöstra delen av landet.